# Niphates digitalis
Niphates digitalis is een sponssoort in de taxonomische indeling van de gewone sponzen (Demospongiae). De spons behoort tot het geslacht Niphates en behoort tot de familie Niphatidae. De wetenschappelijke naam van de soort werd voor het eerst geldig gepubliceerd in 1814 door Lamarck.

## Beschrijving
Het lichaam van deze 30 cm hoge spons heeft een min of meer vaste vorm en bestaat uit kiezelnaalden en sponginevezels, en is in staat om veel water op te nemen. Deze soort komt voor in de Caraïbische Zee.